# Oliver Stanley
Oliver Frederick George Stanley, PC, MC (* 4. Mai 1896 in London; † 10. Dezember 1950 in Sulhamstead, Berkshire) war ein britischer Offizier und Politiker der Conservative Party, der zwischen 1924 und seinem Tod 1950 Mitglied des Unterhauses (House of Commons) war sowie von 1933 bis 1945 zahlreiche Ministerämter bekleidete.

## Leben

### Familiäre Herkunft, Offizier und Unterhausabgeordneter
Stanley war das dritte und jüngste Kind von Edward George Villiers Stanley, der ebenfalls Unterhausmitglied und zwischen 1901 und 1924 mehrmals Minister war sowie 1908 den Titel als 17. Earl of Derby erbte und dadurch bis zu dessen Tod 1948 dem Oberhaus (House of Lords) als Mitglied angehörte, sowie von dessen Ehefrau Lady Alice Maude Olivia Montagu, einer Tochter von William Montagu, 7. Duke of Manchester. Seine ältere Schwester Lady Victoria Alice Louise Stanley war in erster Ehe mit dem Unterhausabgeordneten und Juniorminister Neil Primrose sowie nach dessen Tod in zweiter Ehe mit dem langjährigen Unterhausabgeordneten Malcolm Bullock verheiratet. Sein älterer Bruder Edward Stanley, Lord Stanley wurde 1917 jüngster Abgeordneter des Unterhauses, dem er bis zu dessen Tod 1938 angehörte und bekleidete mehrere Juniorministerposten, ehe er 1938 bis zu dessen Tode Minister für die Dominien war.
Oliver Stanley selbst absolvierte nach dem Besuch des renommierten Eton College eine Offiziersausbildung und bekleidete den vorübergehenden Rang eines Hauptmanns der Royal Field Artillery. Während des Ersten Weltkrieges diente er als Major des Lancashire Hussars und wurde für seine Verdienste mit dem Military Cross (MC) sowie dem französischen Croix de guerre ausgezeichnet. Nach Kriegsende erhielt er seine anwaltliche Zulassung als Barrister bei der Anwaltskammer (Inns of Court) von Gray’s Inn.
Bei der Wahl vom 29. Oktober 1924 wurde er für die Conservative Party erstmals zum Mitglied des Unterhauses (House of Commons) gewählt und vertrat in diesem bis zum 5. Juli 1945 den Wahlkreis Westmorland. Unmittelbar danach war er zwischen Dezember 1924 und 1929 Parlamentarischer Privatsekretär von Bildungsminister Lord Eustace Percy. In der ersten Nationalregierung von Premierminister Ramsay MacDonald bekleidete er zunächst einen Juniorministerposten, und zwar zwischen November 1931 und Februar 1933 als Parlamentarischer Unterstaatssekretär im Innenministerium (Under-Secretary of State for the Home Department). 

### Minister, Ehe und Nachkommen
Im Anschluss fungierte er in dieser Regierung vom 22. Februar 1933 bis zum 29. Juni 1934 als Transportminister (Minister of Transport) und danach zwischen dem 29. Juni 1934 und dem 7. Juni 1935 als Arbeitsminister (Minister of Labour). Er wurde als solcher am 7. Juli 1934 auch Mitglied des Geheimen Kronrates (Privy Council). Im Anschluss war Stanley in der zweiten Nationalregierung von Premierminister Stanley Baldwin vom 7. Juni 1935 bis zum 28. Mai 1937 Bildungsminister (President of the Board of Education). Danach wurde er in der dritten Nationalregierung von Premierminister Neville Chamberlain am 28. Mai 1937 Handelsminister (President of the Board of Trade) und bekleidete dieses Amt bis zum 5. Januar 1940 auch in der Kriegsregierung Chamberlain. Im Rahmen einer Kabinettsumbildung übernahm er daraufhin am 5. Januar 1940 von Leslie Hore-Belisha den Posten als Kriegsminister (Secretary of State for War), den er bis zum 11. Mai 1940 innehatte. Nach Kriegseintritt Großbritanniens fungierte er von 1940 bis 1950 als Ehrenoberst des Manchester Regiment. Am 22. November 1942 löste er in der Kriegsregierung von Premierminister Winston Churchill Robert Gascoyne-Cecil, 5. Marquess of Salisbury als Kolonialminister (Secretary of State for the Colonies) ab. Dieses Ministeramt bekleidete er auch in der Übergangsregierung Churchill zwischen dem 23. Mai und dem 26. Juli 1945. 
Bei der Wahl vom 5. Juli 1945 wurde Oliver Stanley für die konservativen Tories erneut zum Mitglied des Unterhauses gewählt und vertrat in diesem nunmehr bis zu seinem Tode am 10. Dezember 1950 den Wahlkreis Bristol West. Daneben bekleidete er zuletzt zwischen 1949 und 1950 das Amt des Kanzlers der University of Liverpool University.
Oliver Stanley war vom 4. November 1920 bis zu deren Tode am 20. Juni 1942 mit Lady Maureen Helen Vane-Tempest-Stewart verheiratet, einer Tochter des Politikers Charles Vane-Tempest-Stewart, 7. Marquess of Londonderry und dessen Ehefrau Edith Helen Chaplin. Aus dieser Ehe gingen der Sohn Michael Charles Stanley hervor, der unter anderem 1965 Vize-Lord Lieutenant der Grafschaft Lancashire war, sowie die Tochter Kathryn Edith Helen Stanley, die unter anderem zwischen 1985 und 2002 Lady-in-Waiting von Königin Elisabeth II. war und 1995 Deputy Lieutenant der Grafschaft Shropshire wurde. Nach ihm ist Stanley Island in der Antarktis benannt.